# Griekse Onafhankelijkheidsoorlog
De Griekse Onafhankelijkheidsoorlog (Grieks: Ελληνική Επανάσταση, Elliniki Epanastasi; Osmaans: يونان عصياني , Yunan İsyanı) was een oorlog tussen de Grieken en de Turken, vanaf de Griekse onafhankelijkheidsverklaring van het Ottomaanse Rijk op 25 maart (nu de Griekse nationale feestdag) 1821 tot de erkenning van de onafhankelijkheid van het moderne Griekenland in juli 1832 met het Verdrag van Constantinopel.
Tijdens de 19e eeuw nam in Griekenland het verzet tegen de Turkse overheersers hand over hand toe, naarmate het Ottomaanse Rijk meer tekenen van verzwakking vertoonde. Vele boeren vluchtten de bergen in als hun dorp geplunderd werd of een Turks garnizoen moest herbergen. In onherbergzame gebieden hielden deze kleften (κλέφτες, eigenlijk rovers) stand als ondergrondse strijders voor de vrijheid.
Het streven van de Grieken om los te komen van het in ontbinding verkerende Turkse rijk werd door de grote mogendheden besproken in 1815 op het Congres van Wenen, maar Groot-Brittannië voelde er niet veel voor, omdat het de veroverde Ionische Eilanden voor zichzelf wenste te behouden. De drang naar onafhankelijkheid en de propaganda van geheime genootschappen van filhellenen hadden echter succes: in 1821 brak de algehele opstand tegen de Turken uit. Dit geschiedde overigens volgens een vooropgezet plan: een door de filhellenen gefinancierd leger zou vanuit Rusland het Donauvorstendom Moldavië binnenvallen dat onder Turks bestuur stond. Dit veroorzaakte een golf van instabiliteit in het rijk, wat de Grieken de kans zou geven een opstand te beginnen.
Maar al spoedig kregen de opstandelingen te maken met tegenslag. Verschillende groepen opstandelingen begonnen direct na het verdrijven van de Turken elkaar te bevechten. Ibrahim Pasja, de geadopteerde zoon en opperbevelhebber van Mohammed Ali van Egypte, kwam met zijn Egyptische troepen de sultan te hulp. Met bloeddorstige wreedheid onderwierp hij verscheidene eilanden: op Chios werden 23.000 mensen vermoord (kunstzinnig weergegeven op Le Massacre de Scio van Eugène Delacroix). Hij veroverde de Peloponnesos en drong door tot Midden-Griekenland. In 1826 vielen Athene en de sterke vesting Mesolongi hem in handen. De Griekse opstand was in bloed gesmoord, het land verwoest. Slechts het eiland Hydra hield met behulp van zijn sterke vloot stand.
Intussen had echter de openbare mening in Europa partij gekozen voor de Grieken; de filhellenen stuurden geld, wapens en vrijwilligers. Ze verafschuwden de Turkse moordpartijen op de Grieken, die ze als afstammelingen van de helden van Marathon en Thermopylae beschouwden. De bekendste filhelleen was de Engelse dichter Lord Byron, die zich, na een zwerversleven door Europa, in 1824 als vrijwilliger meldde in het belegerde Messolóngi, waar hij drie maanden later aan de malaria bezweek.
In 1827 keerde alles: Rusland, Frankrijk en Engeland grepen in. Hun vloot bracht de Turks-Egyptische vloot in drie uur tijd de nederlaag tijdens de Slag van Navarino, op de westkust van de Peloponnesos ten noorden van Pylos. De Turken werden verdreven uit de Peloponnesos en Midden-Griekenland. Dit bevrijde gebied werd een republiek met Joannis Kapodístrias als president. Na moeizame onderhandelingen werd de onafhankelijkheid van Griekenland in 1832 door het Congres van Londen officieel erkend.